# رواية لقيطة
رواية لقيطة هي إحدى أبرز الروايات التي كتبها الأديب المصري محمد عبد الحليم عبد الله يتحدث فيها عن ليلى اللقيطة التي عاشت طفولتها بأحد الملاجئ ثم مرحلة خروجها منه وعيشها للحياة العاطفية والمهنية قبل أن تتوفى جراء خطأ طبي.

## التلخيص
ليلى طفلة لقيطة تربت بأحد الملاجئ إثر تخلي والديها عنها. وما إن بلغت 13 عاما حتى خرجت من ذلك الملجئ لتعمل ممرضة في مستشفى الدكتور «ك» الذي شملها بعطفه ورعايته. ولكن دسيسة من زميلاتها قذفت بها خارج المستشفى ما إن علمن بأمر نسبها. فسافرت إلى الإسكندرية وهناك إلتقت بالطبيب جمال الذي أحبها رغما عن نسبها. ولكن والديها رفضا تزويجه بها من إن علموا بأمرها. عندها كرهت ليلى الحياة وتعرضت لاحقا لجرح بسبب مشرط أصابها في اصبعها أودى بها إلى تسمم إقتضى بتر يدها. لكنها رفضت ذلك متعللة برفض المجتمع لها. فقد نفرها وهي سليمة فكيف يقبلها بدون ذراع ؟ ورغم إلحاح جمال ألا أنها فضلت الإنتحار بتلك الطريقة بعد أن رأت أمها الحقيقية التي كانت تقيم بالمستشفى الذي تعمل به ليلى.

## الجوائز
- جائزة التي أنشأتها هدى هانم شعراوي[2]
- جائزة المجمع اللغوي عام 1947.

## في التلفزيون والسينما
- الراوية تحولت إلى عمل تلفزيوني، أنظر> لقيطة (مسلسل)
- وإلى فيلم > ليلة غرام (فيلم)